# Emanuele Pessagno (cacciatorpediniere)
L'Emanuele Pessagno è stato un esploratore e successivamente un cacciatorpediniere della Regia Marina.

## Storia

### Il nome
Il Pessagno prese nome dal navigatore genovese Emanuele Pessagno, vissuto a cavallo tra il XIII e il XIV secolo, divenuto famoso come comandante supremo della flotta del re del Portogallo.

### Gli anni trenta
Il Pessagno fu la settima unità della classe ad entrare in servizio nel marzo del 1930 come esploratore leggero, subendo poco dopo il primo importante ciclo di modifiche per il miglioramento della stabilità (alleggerimento e abbassamento delle sovrastrutture), nonché la sostituzione di timone (1932) e tubi lanciasiluri.
Nel dicembre 1930 fu impiegato a supporto della crociera aerea transatlantica Italia-Brasile di Italo Balbo.
Come altre unità della stessa classe, nel periodo tra le due guerre svolse la normale attività di squadra. Nel 1932 effettuò insieme al da Mosto una crociera di rappresentanza in Brasile ed Argentina.
Tra il 1936 ed il 1938 partecipò alla guerra civile spagnola. Nel 1938 fu declassato a cacciatorpediniere ed assegnato alla XVI Squadriglia Cacciatorpediniere con base a Taranto.
Nel 1939 prese parte all'occupazione dell'Albania effettuando missioni di trasporto veloce di truppe.
All'inizio del 1940 fu sottoposto ad altri lavori di modifica, quali l'allargamento dello scafo, la ricostruzione della prua e l'incremento dell'armamento.

### La seconda guerra mondiale
All'inizio del secondo conflitto mondiale faceva parte della XVI Squadriglia cacciatorpediniere insieme ai gemelli da Recco, Tarigo ed Usodimare.
Alle due di notte del 12 giugno 1940 salpò da Taranto, insieme all’Usodimare, al Da Recco, alla I Divisione (incrociatori pesanti Zara, Fiume e Gorizia), alla VIII Divisione (incrociatori leggeri Duca degli Abruzzi e Garibaldi) ed alla IX Squadriglia Cacciatorpediniere (Alfieri, Oriani, Gioberti, Carducci) per pattugliare il Mar Ionio.
Alle 14.10 del 7 luglio 1940 salpò da Taranto insieme a Da Recco ed Usodimare ed alle Divisioni incrociatori IV (Da Barbiano, Alberto di Giussano, Cadorna e Diaz) e VIII (Duca degli Abruzzi e Garibaldi) in appoggio ad un convoglio per la Libia (trasporti truppe Esperia e Calitea, motonavi Marco Foscarini, Francesco Barbaro e Vettor Pisani, scortate dalle torpediniere Orsa, Procione, Orione, Pegaso, Abba e Pilo).
Tale formazione si unì poi alla I e II Squadra Navale, partecipando alla battaglia di Punta Stilo del 9 luglio, nella quale tuttavia il Pessagno non ebbe un ruolo di rilievo.
Il 1º agosto lasciò Augusta insieme ai gemelli Vivaldi, da Noli, Usodimare e da Recco per una missione di caccia antisommergibile, che si concluse con l'affondamento del sommergibile britannico Oswald da parte del Vivaldi.
Durante l'attacco aerosilurante britannico su Taranto nella notte tra l'11 ed il 12 ottobre 1940 fu lievemente danneggiato (si ebbe un'ingobbatura e parziale schiodatura di una limitata parte di carena) dallo scoppio di alcune bombe caduta in acqua vicino al lato dritto, a prua.
Il 28 novembre bombardò, insieme ai cacciatorpediniere Pigafetta, Da Recco e Riboty ed alle torpediniere Bassini e Prestinari, le posizioni greche nei pressi di Corfù.
Il 18 dicembre bombardò di nuovo con le proprie artiglierie, unitamente agli incrociatori Raimondo Montecuccoli ed Eugenio di Savoia ed ai cacciatorpediniere Pigafetta, Da Recco e Riboty, le linee greche a Corfù.
Alle nove di sera del 26 marzo 1941 salpò da Brindisi con il gemello Da Recco e con la VIII Divisione incrociatori (Duca degli Abruzzi, Garibaldi), aggregandosi poi alla squadra navale – corazzata Vittorio Veneto, Divisioni incrociatori I (Zara, Pola, Fiume) e III (Trento, Trieste, Bolzano), Squadriglie cacciatorpediniere IX (Alfieri, Oriani, Gioberti, Carducci), XIII (Granatiere, Bersagliere, Fuciliere, Alpino), XII (Corazziere, Carabiniere, Ascari) – destinata a partecipare all'operazione «Gaudo», poi sfociata nella battaglia di Capo Matapan. 
Il Pessaggno ed il da Recco, che formavano la scorta dell'VIII Divisione Incrociatori, furono inizialmente destinati all' incursione a nord di Creta ma vennero poi riassegnati all' azione principale nelle acque di Gaudo, dove arrivarono troppo tardi per partecipare allo scontro. Dopo il siluramento della Veneto furono distaccati a nord del gruppo principale per intercettare un possibile attacco di unità siluranti da quella direzione e svolsero questo compito fino alla luce del giorno, quando le navi italiane ripresero la formazione compatta che offre una miglior protezione contro gli attacchi aerei.
Dal 19 al 23 aprile 1941, insieme alla VII Divisione incrociatori (Eugenio di Saovia, Duca d’Aosta, Attendolo e Montecuccoli) ed ai gemelli Da Recco, da Mosto, Da Verrazzano, Pigafetta e Zeno, effettuò la posa dei campi minati «S 11», «S 12» ed «S 13» (con l'impiego in tutto di 321 mine e 492 galleggianti esplosivi) ad est di Capo Bon.
Tra il 23 ed il 24 aprile le unità ripeterono l'operazione posando altre 740 mine.
Il 1º maggio posò nuovamente mine a nordest di Tripoli, insieme ai gemelli Pigafetta, Da Mosto, Da Recco, Zeno e Da Verrazzano ed agli incrociatori Eugenio di Savoia, Duca d'Aosta ed Attendolo.
Il 7 luglio, insieme alle Divisioni incrociatori IV (Bande Nere e Di Giussano) e VII (Attendolo e Duca d'Aosta) ed ai cacciatorpediniere Pigafetta, Da Mosto, da Recco, Da Verrazzano, Maestrale, Grecale e Scirocco, effettuò una missione di posa mine nel Canale di Sicilia.
Il 28 giugno posò il campo minato «S 2» nel Canale di Sicilia insieme agli incrociatori Attendolo e Duca d'Aosta ed ai cacciatorpediniere Pigafetta, Da Mosto, Da Recco e Da Verrazzano.

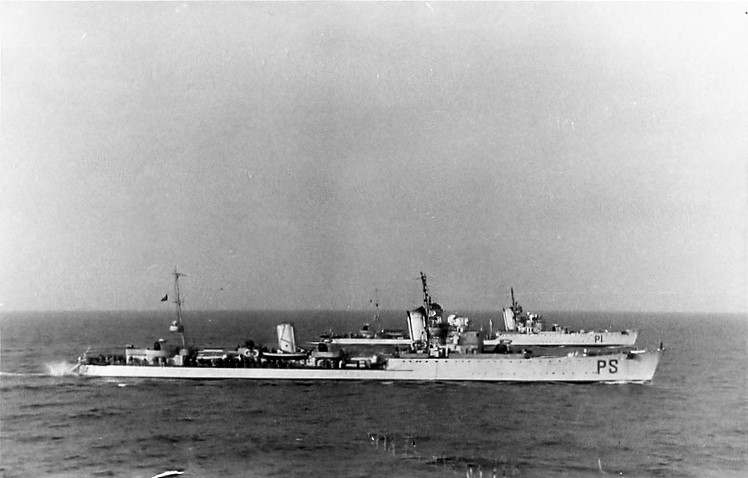
Il Pessagno impegnato insieme al Pigafetta nella posa dello sbarramento S2 il 28 giugno 1941

Tra il 31 agosto ed il 2 settembre scortò (insieme ai cacciatorpediniere Aviere, Da Noli, Camicia Nera, Usodimare e Gioberti) un convoglio composto dai trasporti truppe Victoria, Neptunia ed Oceania in rientro da Tripoli a Taranto; le navi giunsero indenni a destinazione, nonostante un attacco da parte del sommergibile britannico Upholder.
Nelle prime ore della sera del 16 settembre partì da Taranto per scortare il convoglio «Vulcania», diretto a Tripoli: formavano il convoglio i trasporti truppe Neptunia ed Oceania, scortati, oltre che dal Pessagno, dai cacciatorpediniere Nicoloso da Recco, Antonio da Noli, Vincenzo Gioberti ed Antoniotto Usodimare. Il convoglio incappò però in uno sbarramento formato al largo delle coste libiche dai sommergibili britannici Upholder, Unbeaten, Upright ed Ursula: alle 4.15 del 18 settembre, i siluri lanciati dall’Upholder centrarono il Neptunia e l’Oceania, che s'immobilizzarono ed iniziarono ad imbarcare acqua. Mentre il Vulcania, indenne, proseguiva con la scorta dell’Usodimare (entrambe le navi giunsero indenni a Tripoli nonostante un attacco dell’Ursula), gli altri cacciatorpediniere diedero infruttuosamente la caccia al sommergibile attaccante, fornirono assistenza all’Oceania e recuperarono i naufraghi della Neptunia, ormai in via di affondamento (la nave s'inabissò, di poppa, alle 6.50). Fu proprio il Pessagno ad affiancarsi all’Oceania per trasbordarne le truppe imbarcate, riuscendo a prendere a bordo 2000 uomini già entro le 7.30. Alle 8.50, tuttavia, l’Oceania, mentre se ne preparava il rimorchio da parte del Pessagno, fu nuovamente silurata dall’Upholder ed affondò rapidamente; ai cacciatorpediniere non rimase che recuperare i naufraghi. Dei 5818 uomini imbarcati sulle due navi fu possibile trarne in salvo 5434; il Pessagno fu l'unità che complessivamente diede il maggior contributo all'operazione di soccorso, recuperando 2083 naufraghi, una quantità enorme di uomini se paragonata alle dimensioni della nave.
Verso il 20 ottobre svolse insieme ai gemelli Da Noli e Zeno una missione di trasporto truppe a Bengasi; nelle prime ore del 21 ottobre, durante la navigazione di ritorno ad Augusta, le tre navi vennero infruttuosamente attaccate da un sommergibile una quindicina di miglia a nord di Bengasi.

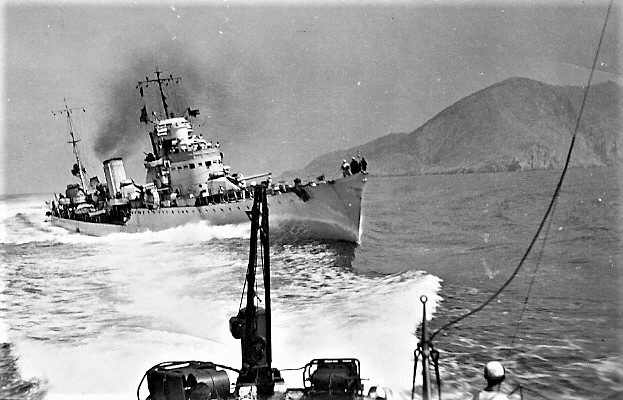
Il Pessagno in missione di guerra nel Mediterraneo centrale nell'autunno del 1941

Il 22 novembre uscì in mare per scortare la motonave Monginevro di rientro a Taranto in seguito al fallimento di un'operazione di traffico per la Libia (conclusasi con il grave danneggiamento dell'incrociatore pesante Trieste, silurato dal sommergibile HMS Utmost, e dell'incrociatore leggero Duca degli Abruzzi, colpito da aerosiluranti); nella stessa occasione il Pessagno recuperò (e catturò) anche il sottotenente di vascello britannico A. J. Griffith, membro dell'equipaggio di un aerosilurante Fairey Swordfish abbattuto.
Dal 16 al 18 dicembre, nell'ambito dell'operazione di traffico «M 42», scortò da Taranto a Tripoli, unitamente ai gemelli Vivaldi, Da Noli, Da Recco, Zeno e Malocello, il convoglio «L», composto dalle moderne motonavi Napoli, Monginevro e Vettor Pisani (inizialmente le navi viaggiarono insieme ad un altro convoglio, l'«N» – motonave Ankara, cacciatorpediniere Saetta, torpediniera Pegaso – separandosi poi al largo di Misurata).

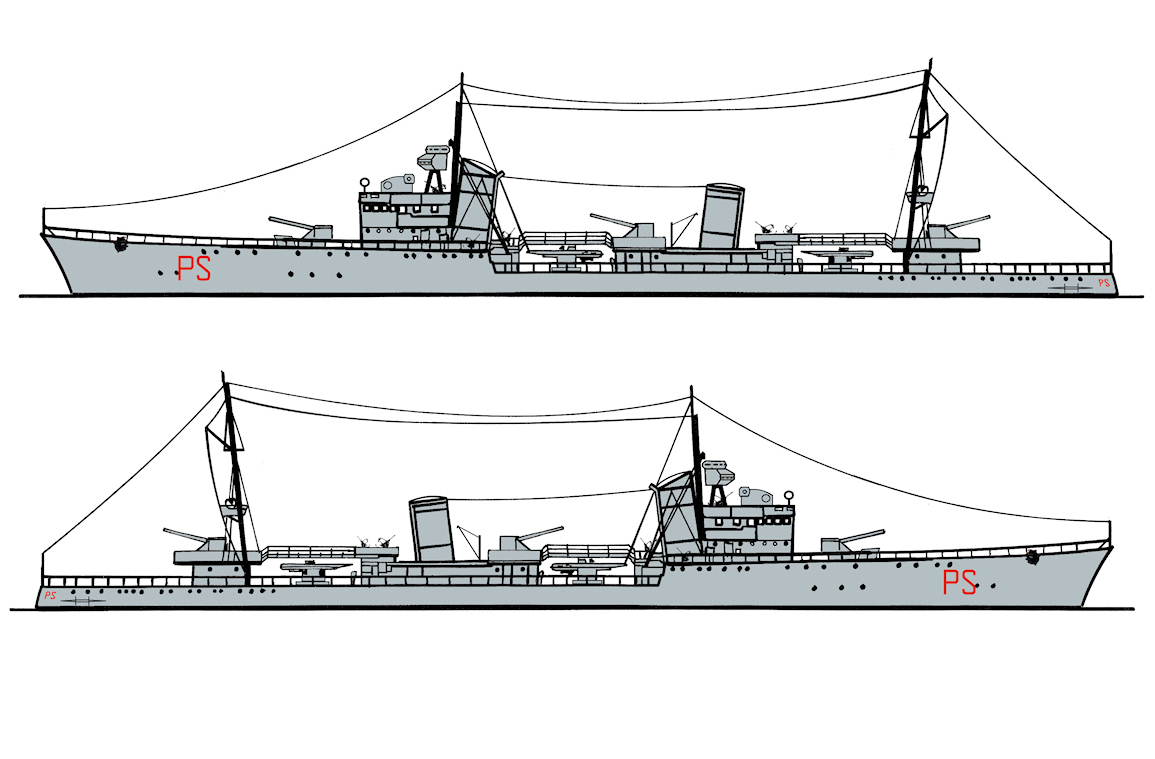
I profili del Pessagno con l'allestimento e la colorazione in uso nel 1942

Il 21 febbraio 1942, nel corso dell'operazione «K. 7», fece parte – unitamente ai cacciatorpediniere Maestrale, Pigafetta, Usodimare, Scirocco ed alla torpediniera Circe – della scorta di un convoglio (formato dalla grande nave cisterna Giulio Giordani e motonavi da carico Lerici e Monviso) salpato da Corfù alle 13.30 ed arrivato poi a Tripoli. Il 23 febbraio, alle 10.14, la Circe individuò il sommergibile britannico P 38, che stava cercando di attaccare il convoglio: la torpediniera bombardò il sommergibile con cariche di profondità, danneggiandolo seriamente, poi intervennero il Pessagno ed l'Usodimare che gettarono a loro volta bombe di profondità e mitragliarono anche, in collaborazione con aerei, l'unità nemica appena affiorata: il P 38 affondò con tutto l'equipaggio, nel punto 32°48' N e 14°58' E.
Il Pessagno svolse inoltre varie missioni di trasporto di truppe e carburanti in Nordafrica.
La storia della nave si concluse tragicamente il 29 maggio 1942 durante una missione di scorta. Il Pessagno ed il gemello Pigafetta stavano scortando i piroscafi Capo Arma ed Anna Maria Gualdi partiti a Brindisi e diretti a Bengasi. Fin dall'inizio della traversata il convoglio, partito il 27 maggio, fu oggetto di attacchi aerei e subacquei. Nella notte tra il 28 e il 29 maggio il sommergibile inglese Turbulent, in agguato sulla sinistra del convoglio, lanciò una salva di quattro siluri. Nonostante questi fossero stati avvistati dal Pigafetta, che diede l'allarme, il convoglio non riuscì a compiere alcuna manovra evasiva e tre dei siluri giunsero a segno: una delle armi colpì il Capo Arma (che s'incendiò ed esplose poco meno di cinque ore dopo nel punto 33°15' N e 19°25' E) e subito dopo altri due siluri colpirono a prua ed a centro nave il Pessagno, che s'inabissò in meno di un minuto, alle 3.15, ad 85 miglia per 332° da Bengasi, trascinando con sé i due terzi dell'equipaggio.

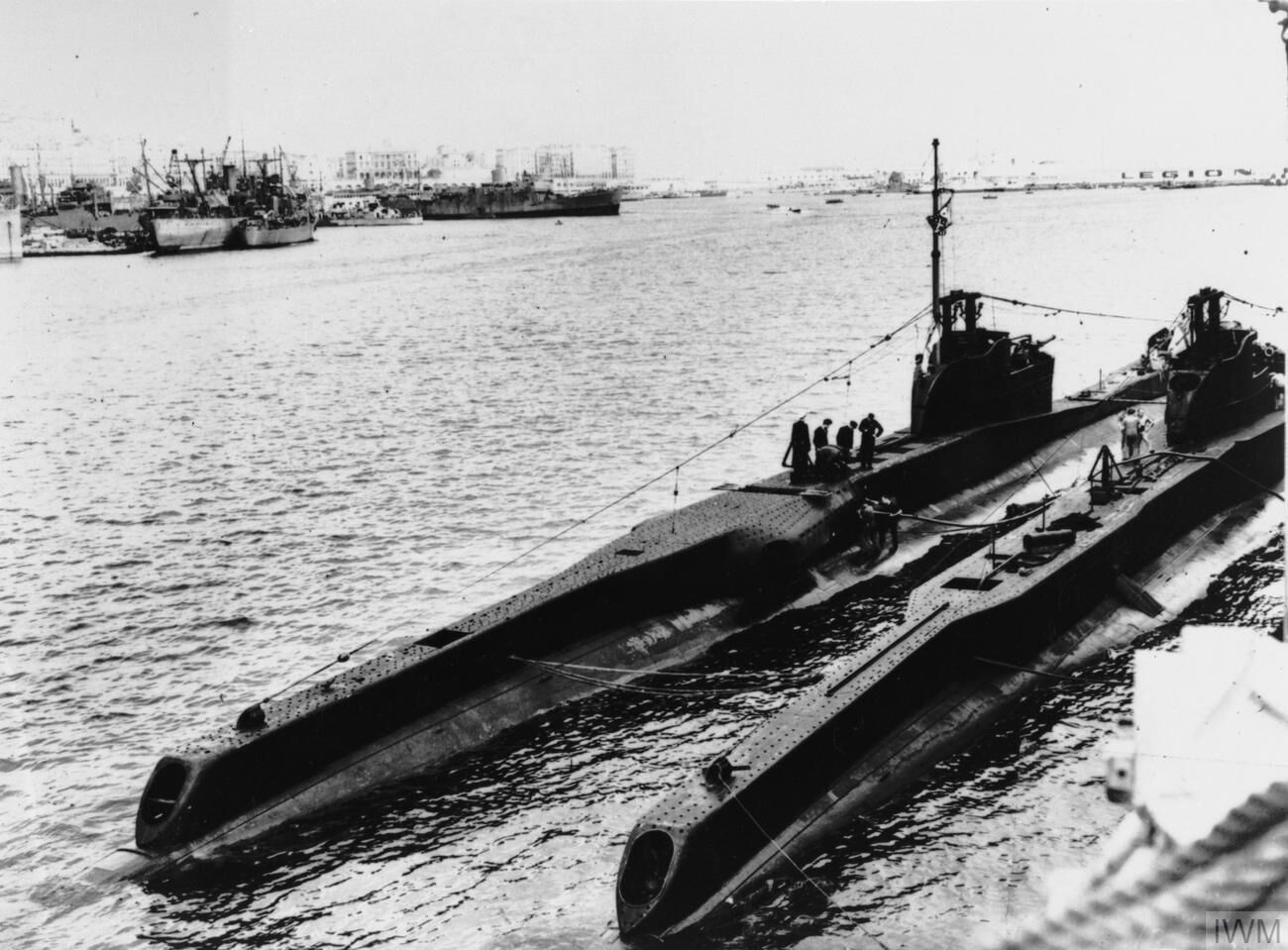
Il sommergibile britannico Turbulent, affondatore del Pessagno

Solo il comandante, un ufficiale, 10 sottufficiali e 74 marinai poterono essere tratti in salvo, mentre vittime e dispersi ammontarono a 159.
Il Pessagno aveva effettuato 135 missioni di guerra, percorrendo complessivamente 52.463 miglia.

### Comandanti
Capitano di fregata Carlo Giordano (nato a Torino il 1 dicembre 1900) (10 giugno 1940 - aprile 1941)
Capitano di fregata Pietro Scammacca (nato a Catania il 13 marzo 1902) (aprile - novembre 1941)
Capitano di fregata Antonio Dallai (nato il 13 gennaio 1900) (21 novembre 1941 - 29 maggio 1942)